# Сельфосс (водопад)
Сельфосс (исл. Selfoss) — водопад на реке Йёкюльсау-ау-Фьёдлюм в Исландии (Нордюрланд-Эйстра). Находится примерно в 30 км выше устья реки и несколькими сотнями метров выше по течению от водопада Деттифосс, самого мощного водопада в Европе. Его высота — 11 м, ширина — 100 м.
Река Йёкюльсау-ау-Фьёдлюм берёт свой исток в леднике Ватнайёкюдль, и потому уровень воды в реке меняется в зависимости от сезона, погоды и вулканической активности. Минуя водопад, река проходит через ущелье Аусбирги (исл. Ásbyrgi), которое находится на территории национального парка Йёкюльсаургльювюр.

## Галерея

Аэрофотоснимки водопада Сельфосс, 21 мая 2008 года
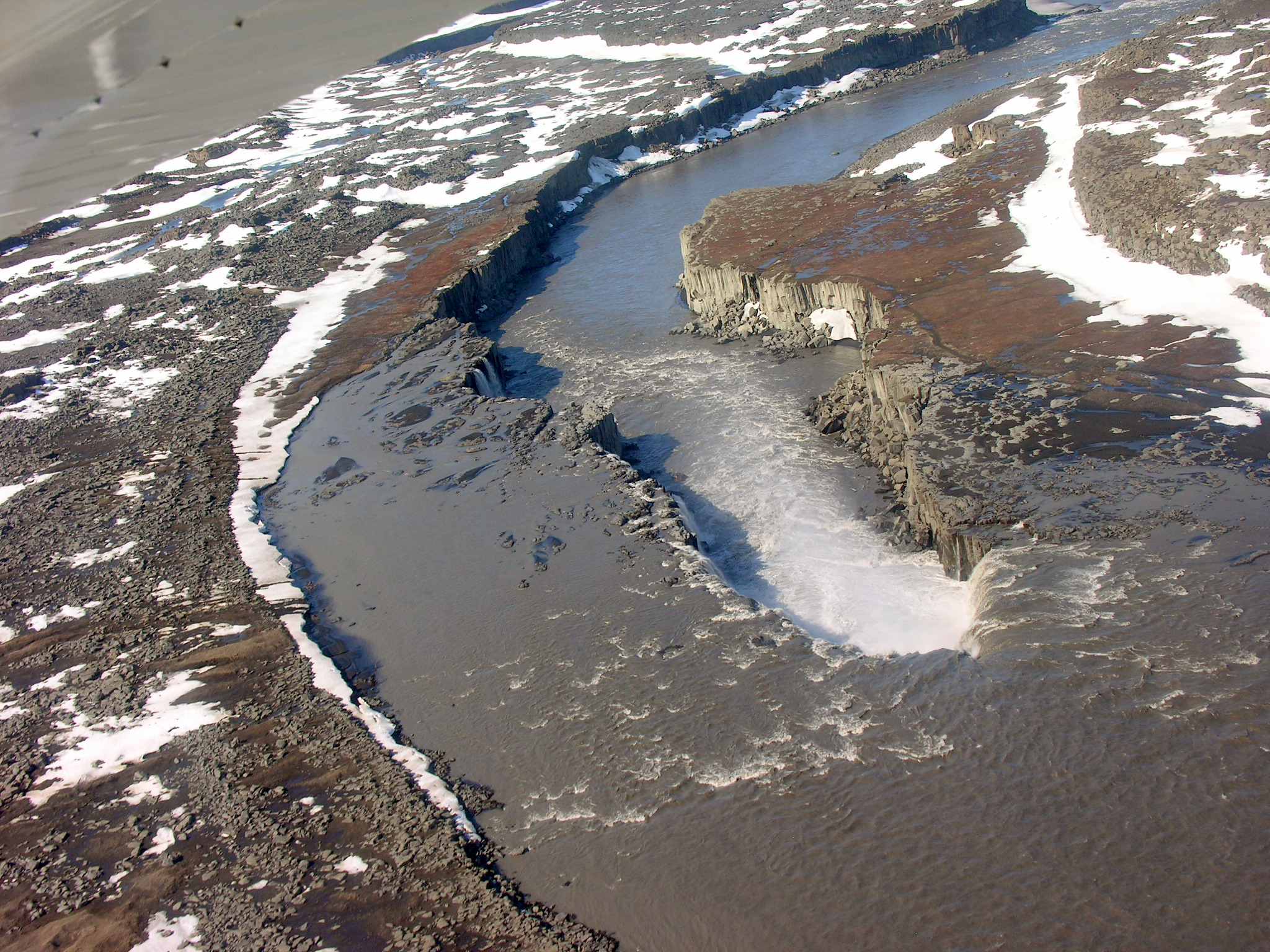
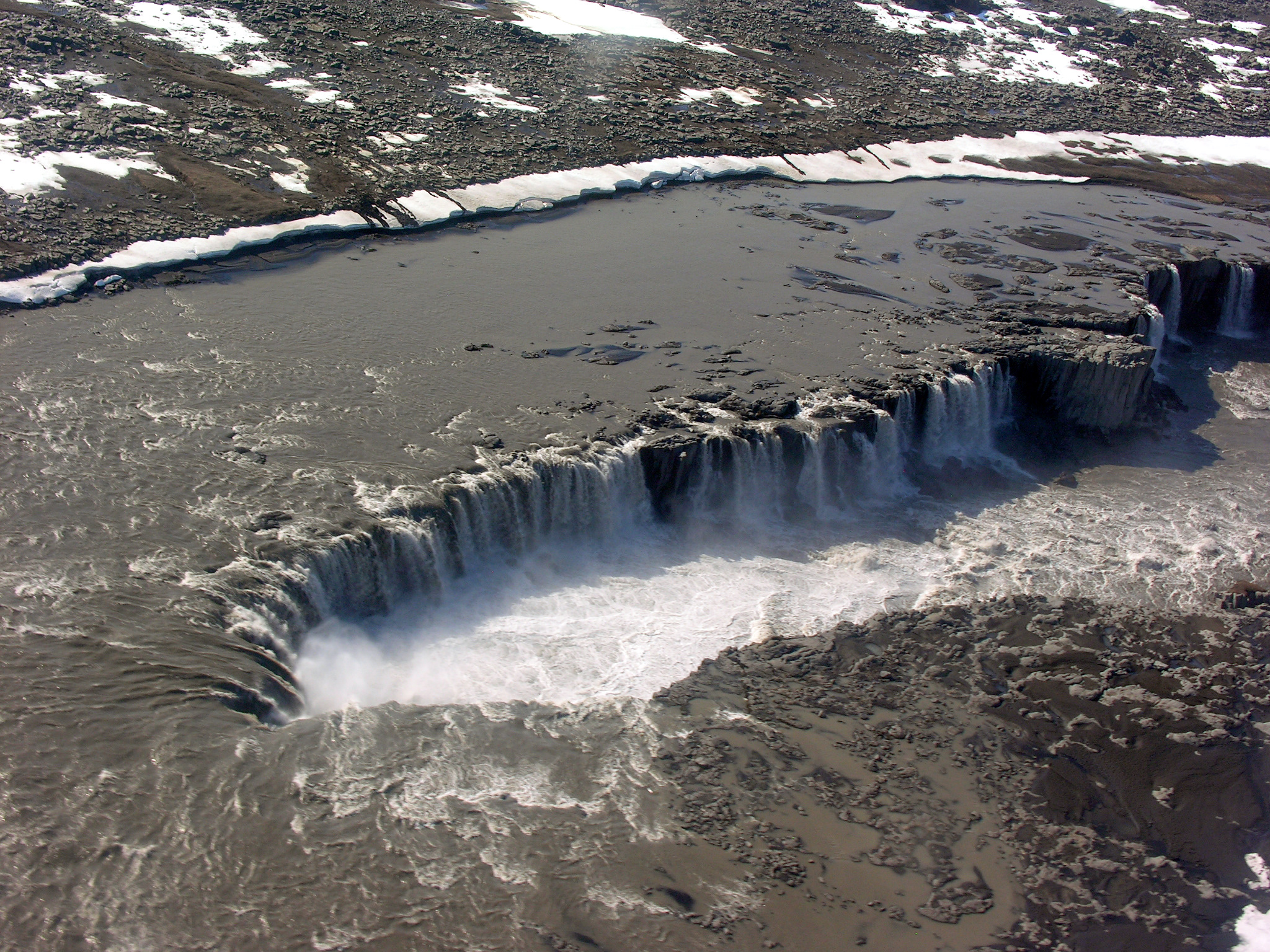
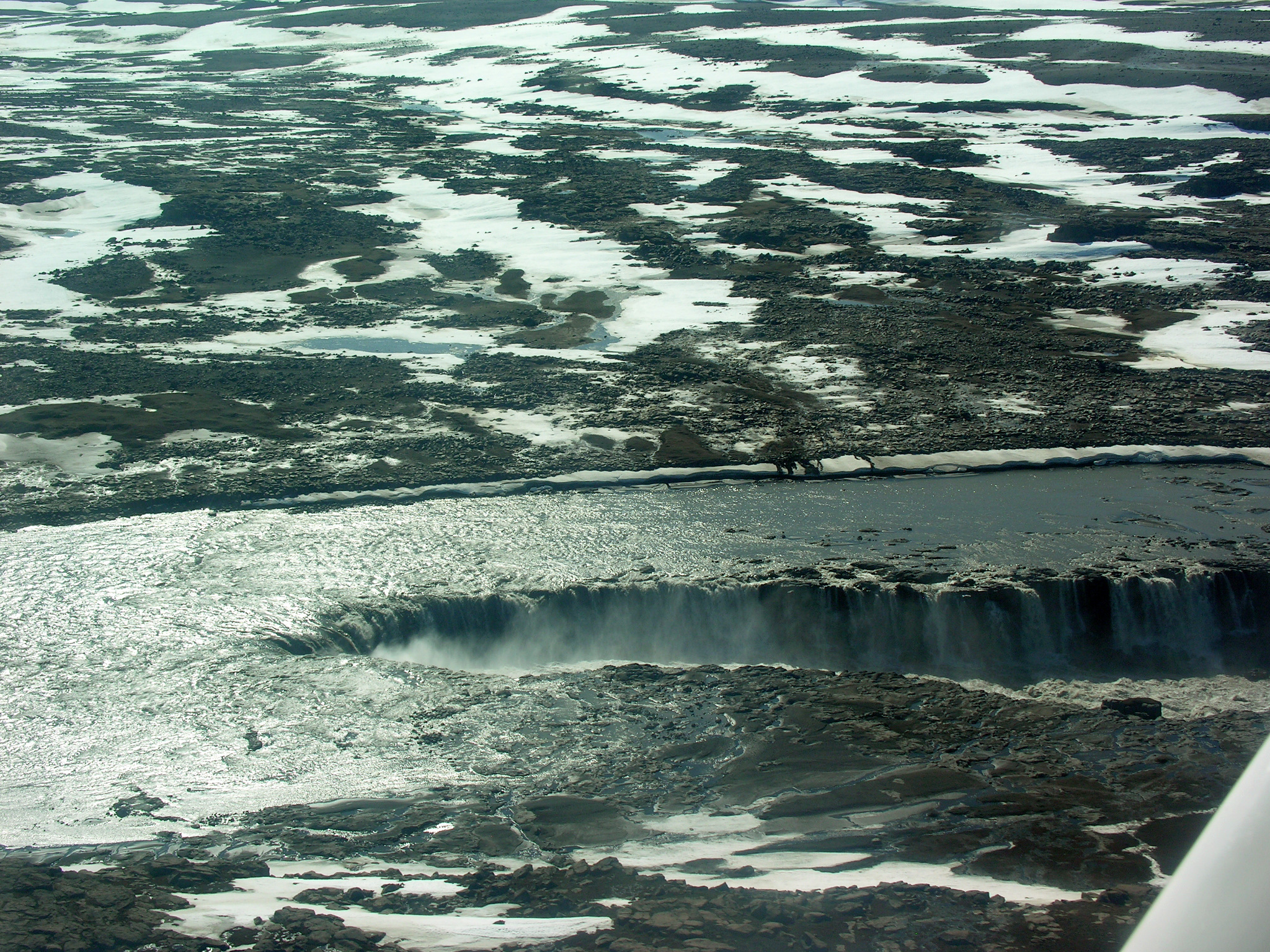